# 朝鮮美術展覧会

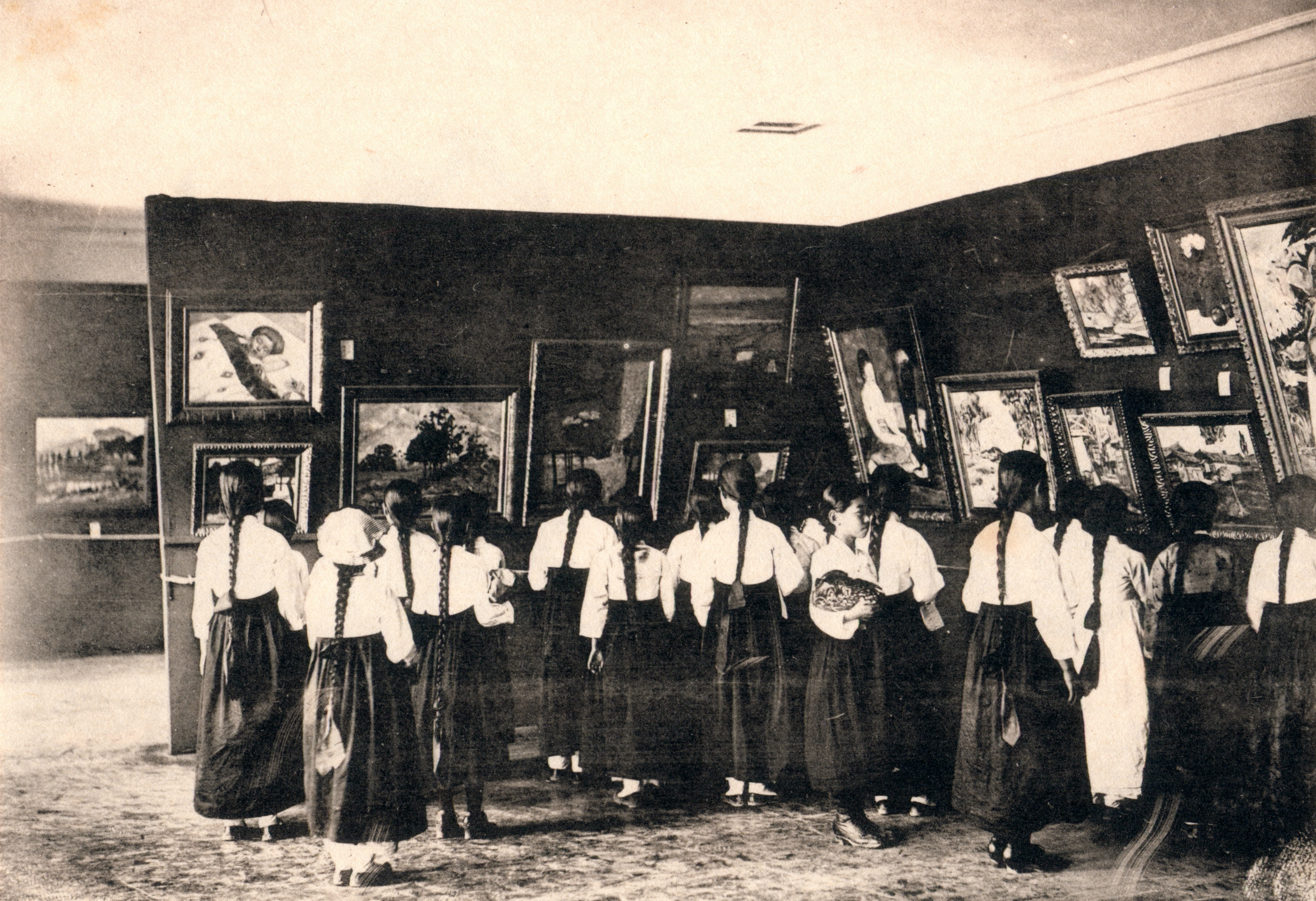
朝鮮美術展覽會

朝鮮美術展覧会（ちょうせんびじゅつてんらんかい）は、日本統治時代の朝鮮において開催された美術公募展。略称は「鮮展」（せんてん）。

## 概要
三・一運動以後に行われた文化統治政策の一環として、朝鮮総督府が主管した事業だった。1922年5月に第1回展覧会が開催された。1944年の第23回まで、毎年公募展の形式で開催された。
展覧会の内容としては、主に美術界の新人の登竜門としての役割を果たすこととなり、多くの有名芸術家達が日本統治下における鮮展を通じて、登壇するようになった。
鮮展は、文部省主催の展覧会である「文部省美術展覧会」（文展）ないし「帝国美術院展覧会」（帝展）を模倣した形式によって運営され、東洋画と洋画、彫刻部門以外にも朝鮮美術の特性を活かした書道部門が設置された。審査委員には朝鮮人も委嘱されたが、中盤以降は会が進むに連れて、日本人の比率が増えていった。第15回からは、推薦作家制度が新設され、ベテラン作家達の作品発表舞台としての機能も果たすようになった。
前述の通り、鮮展は多くの芸術家を輩出する役割を果たしたが、官展という形式から芸術界に権威主義が蔓延るようになり、戦後の韓国における近代美術の日本化が進み、画壇が日本画の影響に染まるようになったという批判も聞かれる。
独立後の1949年に大韓民国で創立された大韓民国美術展覧会が、鮮展を受け継ぐ形となった。